# Nicolaus Marschalk

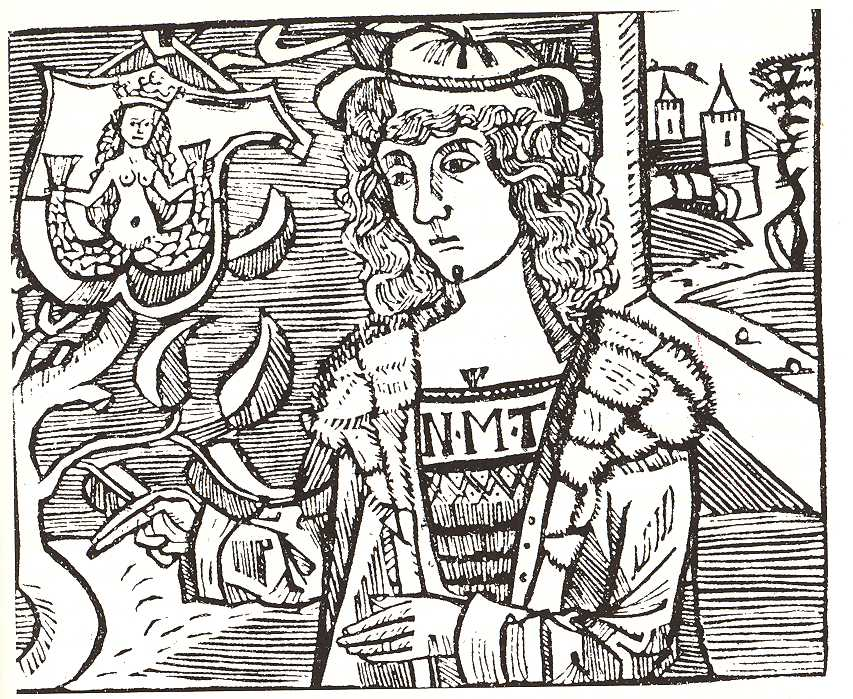
Nicolaus Marschalk auf einem zeitgenössischen Holzstich (Stadtarchiv Erfurt)

Nicolaus Marschalk, auch: Nikolaus Marschalk de Gronenberg, Nicolaus Marescalcus (oder Marscalcus) Thurius (* in den 1460er Jahren in Roßla; † 12. Juli 1525 in Rostock) war ein deutscher Philologe, Rechtswissenschaftler, Historiker und Humanist.

## Leben
Nicolaus Marschalk besuchte die Universitäten im Brabantischen Löwen (heute Belgien) und in Heidelberg. 1491 bezog er die Universität Erfurt. Nachdem er dort 1496 den Grad eines Magisters in der Artistenfakultät, dann auch den eines Bakkalaureus in der juristischen Fakultät erworben hatte, wurde er Stadtschreiber und betätigte sich als solcher ohne direkten Bezug zur Universität als Humanist: 1499 trat er mit Wolfgang Schenk in Verbindung, der in Erfurt die erste Druckerei einrichtete, und veröffentlichte in seinen Offizin zwei kleine Schriften – ein Lexikon zu dem Philosophen Michael Psellos, einem Zeitgenossen Konstantins, und die spätantike Grammatik des Martianus Mineus Felix Capella mit einleitenden Epigrammen von ihm selbst, vom späteren Erfurter Weihbischof Maternus Pistor (ca. 1470–1534) und von Heinrich Aquilonipol (ca. 1455–1527) – das früheste Beispiel des griechischen Typendrucks in Erfurt. Letzterer griff damit die in Erfurt verwendete traditionelle, scholastische Grammatik, das „Doctrinale“ des Alexander Gallus, an.
1501 richtete Marschalk eine eigene Druckerei ein und setzte seine philologischen Arbeiten fort, indem er im gleichen Jahr die Orthographia für Schreibweisen des Griechischen und Lateinischen herausgab – das erste in Deutschland verfasste griechische Lehrbuch, dem er ebenfalls 1501 die Grammatica Exegetica folgen ließ. 1502 ergänzte er die beiden Schriften mit einer Anthologie lateinischer und griechischer Dichter, das „Enchiridion Poetarum Clarissimorum“. Als erster druckte er in Erfurt Noten.
Von dort begab er sich mit Schülern, die er nachzog, 1502 an die neu gegründete Universität Wittenberg, wo er am 23. April 1504 zum Doktor der Rechtswissenschaften promovierte, die erste Buchdruckerei in Wittenberg errichtete und eine Professur der griechischen Sprache und Literatur übernahm. Marschalks humanistische Bestrebungen, die er zunächst in Erfurt entwickelt hatte, versuchte er in Wittenberg in seinen Vorlesungen fortzusetzen. Dabei traf er auf Widerstände seiner scholastischen Kollegen. Auch Beschwerden an den Kurfürsten Friedrich den Weisen erbrachten in den Auseinandersetzungen keinen Erfolg, so dass er Anfang 1505 Wittenberg verließ.
An den mecklenburgischen Hof vermittelt, wurde er zunächst herzoglicher Rat in Schwerin und war in dieser Funktion in diplomatischen Missionen unterwegs. 1510 trat er an der Universität Rostock in Aktion. Er hielt dort juristische Vorlesungen, machte aber zugleich die humanistischen Wissenschaften dabei geltend. Als Polyhistor beschäftigte er sich mit theologischen und naturwissenschaftlichen Studien und war auf dem juristischen Gebiet und in der Geschichtsschreibung literarisch aktiv. Er führte nicht nur erste Ausgrabungen durch, sondern war seiner Zeit auch in der Auswertung der archäologischen Befunde weit voraus.
Marschalk betätigte sich aber auch als Geschichtsfälscher, indem er unter anderem einen sagenhaften Heerführer der Obotriten Anthyrius aus dem 4. Jahrhundert vor Christus in seinen Annalium Herulorum et Vandalorum (1521) erfand sowie eine von diesem ausgehende Ahnenlinie, die die Verbindung zu historisch verbürgten Quellen schlagen sollte und das mecklenburgische Herrscherhaus mit Alexander dem Großen in Verbindung setzen sollte. Seine Fälschungen wirkten bis weit ins 18. Jahrhundert und der von ihm erfundene König Anthyrius wird noch von Fritz Reuter in scherzhafter Weise in seiner Urgeschichte Mecklenburgs erwähnt, sie wurden aber schon Ende des 17. Jahrhunderts aufgedeckt (durch Philipp Jacob Spener 1677 und den Bürgermeister von Wismar Caspar Voigt 1680).
Er wirkte nicht nur in Erfurt 1501/1502 als Drucker, sondern auch in Wittenberg 1502 bis 1504 und in Rostock ab 1514 bis 1522. Die von ihm gedruckten Bücher hatten dort häufig den Vermerk ex aedibus Thuriis oder sein Wappen, eine Meerjungfrau.

## Werke
- Interpretamentum leve in Psellum de natura ciborium, 1499
- Herausgeber von De Grammatica liber von Martianus Mineus Felix Capella, 1500 (mit seinem Kommentar)
- Grammatica exegetica, 1501
- Orthographia, 1501
- Enchiridion poetarum clarissimorum, 1502
- Herausgeber von Petrus von Ravenna Lectio de potestate summi pontificis et Romani imperatoris, 1503
- Chronicon der mecklenburgischen Regenten (um 1520) (Rostock 1521)
- Annales Herulorum et Vandalorum, 1521, wieder abgedruckt mit anderen seiner Werke wie der Mecklenburgischen Reimchronik in E. J. von Westphalen: Monumenta inedita rerum Germanicarum praecipue Cimbricarum et Megapolensium, 1729–1745
- De Sacrilegium Judaeorum Sternbergae 1491 commissio germanico idiomate, 1510
- Historiae Aquatilium, 1517–1520
- Fürstengenealogie. 1526, illustriert von Erhard Altdorfer, urn:nbn:de:gbv:9-g-4883868